# Sint-Niklaas
San Nicolás de Flandes,[cita requerida] en neerlandés Sint-Niklaas (en francés, Saint-Nicolas) es una ciudad y municipalidad belga ubicada en la provincia de Flandes Oriental. La municipalidad comprende San Nicolás y las localidades de Belsele, Nieuwkerken-Waas, y Sinaai. San Nicolás es conocida como la ciudad con la plaza mayor más extensa de toda Bélgica.

## Demografía

### Evolución
Todos los datos históricos relativos al actual municipio, el siguiente gráfico refleja su evolución demográfica, incluyendo municipios después de efectuada la fusión el 1 de enero de 1977.
| Gráfica de evolución demográfica de San Nicolás de Flandes entre 1846 y 2019 |
|                                                                              |

## Ciudad hermanada
- San Nicolás (Nicaragua)